# Karyn White
Karyn Layvonne White (Los Angeles, 1965. október 14.) amerikai pop- és R&B-énekesnő, aki az 1980-as években lett sikeres. Három stúdióalbuma és két válogatásalbuma jelent meg, egy Grammy-díjat nyert.

## Élete
Öt gyermek közül a legfiatalabbként született. Templomi kórusban énekelt, majd háttérénekesként dolgozott. Jeff Lorberrel duettként énekelte a Facts of Love című dalt, ez lett első kislemeze. Ezután leszerződött a Warner Bros. Recordshoz. A Howard Egyetemen végzett.
1992-ben házasodott össze Terry Lewis zeneproducerrel. Egy lányuk született, Ashley Nicole Lewis. Válásuk után White feleségül ment Bobby G. producer-gitároshoz. Jelenleg Sacramento egy külvárosában, Rocklinban él, belsőépítészeti és ingatlannal foglalkozó céget vezet.

## Zenei pályafutása
Első albuma, a Karyn White 1988-ban jelent meg. Producerei L.A. Reid és Babyface voltak. Az album platinalemez lett, és több sikeres kislemez is megjelent róla: The Way You Love Me, Secret Rendezvous (a 6. helyet érte el az amerikai slágerlistán, ezzel a legnagyobb slágere lett az albumról), Superwoman és a Love Saw It, ami duett Babyface-szel.
Második albumát, a Ritual of Love-ot 1991-ben jelentette meg. Producerei Jimmy Jam és Terry Lewis. Első kislemeze, a Romantic listavezető lett a Billboard Hot 100-on. The Way I Feel About You című dala a 12. helyet érte el ugyanezen a slágerlistán, a másik két kislemez, a Walkin’ the Dog és a Do Unto Me azonban nem aratott sikert.
Következő albuma, a Make Him Do Right 1994-ben jelent meg, és nem aratott különösebb sikert, bár kislemezei közül a Hungah és a Babyface szerezte Can I Stay With You felkerült a slágerlistákra. Utóbbi 1995 elején Karyn utolsó R&B Top 10 slágere lett az Egyesült Államokban. A harmadik kislemez, az I’d Rather Be Alone már csak az 50. helyet érte el, ez volt utolsó kislemeze, mely felkerült a Billboard-slágerlisták valamelyikére. White ezután otthagyta a lemezcéget és szünetet tartott karrierjében. Válogatásalbuma, a Sweet & Sensual csak Japánban jelent meg, 1995-ben.
2006-ban új albumot rögzített, Sista Sista címmel; még ebben az évben meg akarták jelentetni, végül azonban nem került rá sor. Két, az albumra írt dal, az All I Do és a Disconnected felkerült Karyn első nemzetközileg megjelent válogatáslemezére, a Superwoman: The Bestre.

## Diszkográfia

### Albumok
| Albuminformáció |
| --- |
| Karyn White - Megjelent: 1988. szeptember 6. - Elért helyezés: #19 U.S., #1 U.S. R&B - Eladott példányszám: 1,1 millió - RIAA minősítés: Platina |
| Ritual of Love - Megjelent: 1991. szeptember 10. - Elért helyezés: #30 U.S., #7 U.S. R&B - Eladott példányszám: 621 000+ - Minősítés: Arany      |
| Make Him Do Right - Megjelent: 1994. szeptember 27. - Elért helyezés: #99 U.S., #22 U.S. R&B - Eladott példányszám: 268 000+ - Minősítés: –      |
| Sweet & Sensual - Megjelent: 1995 - Elért helyezés: – - Eladott példányszám: – - Minősítés: –                                                    |
| Rhino Hi-Five: Karyn White - EP - Megjelent: 2005 - Elért helyezés: – - Eladott példányszám: 31 000+ - Minősítés: –                              |
| Sista Sista (kiadatlan) - Megjelent: – - Elért helyezés: – - Eladott példányszám: – - Minősítés: –                                               |
| Superwoman: The Best - Megjelent: 2007. április 3. - Elért helyezés: – - Eladott példányszám: – - Minősítés: –                                   |

### Kislemezek
| Év   | Cím                                                             | USA | USA R&B | USA Dance | UK | Album                                      |
| ---- | --------------------------------------------------------------- | --- | ------- | --------- | -- | ------------------------------------------ |
| 1986 | Facts of Love (Jeff Lorber feat. Karyn White)                   | 27  | 17      | —         | 95 | Private Passion (Jeff Lorber)              |
| 1987 | True Confessions (Jeff Lorber feat. Karyn White)                | —   | 68      | —         | —  | Private Passion (Jeff Lorber)              |
| 1987 | Back in Love (Jeff Lorber feat. Michael Jeffries & Karyn White) | —   | —       | —         | —  | Private Passion (Jeff Lorber)              |
| 1988 | The Way You Love Me                                             | 7   | 1       | 5         | 42 | Karyn White                                |
| 1988 | Superwoman                                                      | 8   | 1       | —         | 11 | Karyn White                                |
| 1989 | Love Saw It (duett Babyface-szel)                               | —   | 1       | —         | —  | Karyn White                                |
| 1989 | Secret Rendezvous                                               | 6   | 4       | 1         | 52 | Karyn White                                |
| 1989 | Secret Rendezvous (új kiadás)                                   | —   | —       | —         | 22 | Karyn White                                |
| 1989 | Slow Down                                                       | —   | 36      | —         | —  | Karyn White                                |
| 1989 | Not Thru Being With You (Michael Jeffriesszel)                  | —   | 32      | —         | 99 | Michael Jeffries (Michael Jeffries albuma) |
| 1991 | Romantic                                                        | 1   | 1       | 6         | 23 | Ritual of Love                             |
| 1991 | The Way I Feel About You                                        | 12  | 5       | —         | 65 | Ritual of Love                             |
| 1992 | Walkin’ the Dog                                                 | —   | 34      | —         | —  | Ritual of Love                             |
| 1992 | Do Unto Me                                                      | —   | 24      | —         | —  | Ritual of Love                             |
| 1994 | Hungah                                                          | 78  | 18      | 10        | 69 | Make Him Do Right                          |
| 1994 | Can I Stay With You                                             | 81  | 10      | —         | —  | Make Him Do Right                          |
| 1995 | I’d Rather Be Alone                                             | 120 | 50      | —         | —  | Make Him Do Right                          |
| 1995 | Simple Pleasures                                                | —   | —       | —         | —  | Make Him Do Right                          |

## Díjak és jelölések
| Év   | Díj                                                                |
| ---- | ------------------------------------------------------------------ |
| 1989 | American Music Award jelölés, legjobb új soul/R&B-előadó           |
| 1989 | Billboard Music Award, az év legjobb R&B-kislemeze (Superwoman)    |
| 1989 | Grammy-díj-jelölés, legjobb női R&B-előadás (The Way You Love Me)  |
| 1989 | American Music Award jelölés, legjobb soul/R&B-album (Karyn White) |